# Стадион Јамаха
Стадион Јамаха, који се налази у месту Ивата у Јапану, је стадион који се користи за рагби и фудбал. Овај стадион је дом рагби тима Јамаха Јубило, који се такмичи у Топ лиги. Стадион Јамаха има капацитет од 15.156 седећих места.